# Humburky
Humburky (en allemand : Humburg) est une commune du district de Hradec Králové, dans la région de Hradec Králové, en République tchèque. Sa population s'élevait à 404 habitants en 2022.

## Géographie
Humburky est arrosée par la Cidlina, un affluent de l'Elbe, et se trouve à 3 km au sud-est de Nový Bydžov, à 23 km à l'ouest de Hradec Králové et à 79 km à l'est-nord-est de Prague.
La commune est limitée par Nový Bydžov à l'ouest et au nord, par Prasek au nord-est, par Měník au sud-est et au sud.

## Histoire
La première mention écrite de la localité date de 1359.

## Galerie

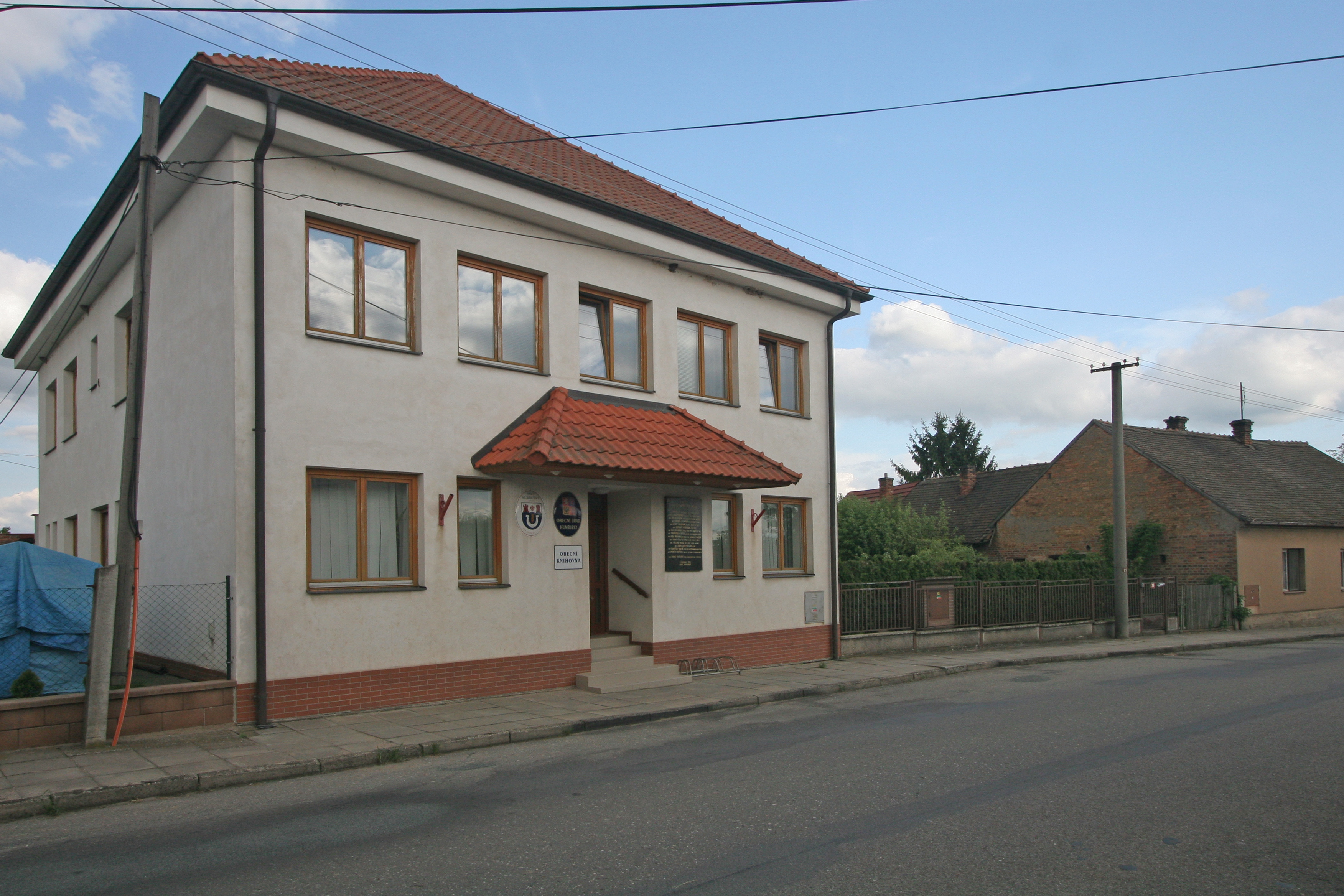
Humburky : la mairie.
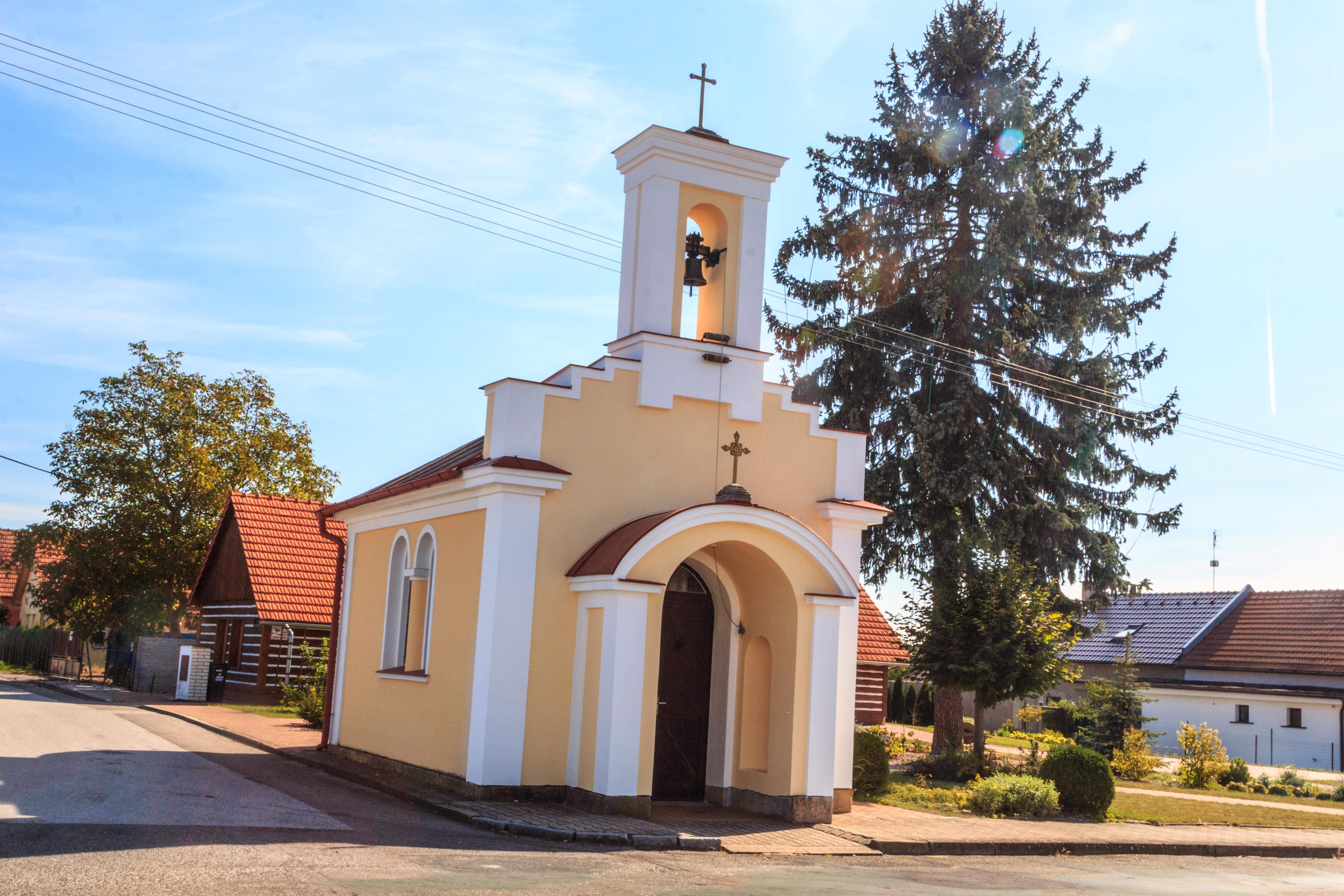
Chapelle de la Vierge Marie.

## Transports
Par la route, Humburky se trouve à 3 km de Nový Bydžov, à 30 km de Hradec Králové et à 97 km de Prague. 